# Kasuela
Kasuela es una aldea indígena de la tribu Tiriyó en la región de Berbice Oriental-Corentyne (Guyana).
Se encuentra en una isla del río Nuevo y cuenta con servicio hospitalario y escolar. Los habitantes de esta isla tienen derecho a votar tanto en las elecciones de Surinam como en las de Guyana.